# Contea di Davidson (Carolina del Nord)
La contea di Davidson, in inglese Davidson County, è una contea dello Stato della Carolina del Nord, negli Stati Uniti. La popolazione al censimento del 2000 era di 147 246 abitanti. Il capoluogo di contea è Lexington.

## Storia
La contea di Davidson fu costituita nel 1822.